# Myrsine bullata
Myrsine bullata är en viveväxtart som beskrevs av J.J. Pipoly. Myrsine bullata ingår i släktet Myrsine och familjen viveväxter. Inga underarter finns listade i Catalogue of Life.